# Hrabstwo Vinton
Hrabstwo Vinton (ang. Vinton County) – hrabstwo w stanie Ohio w Stanach Zjednoczonych. Obszar całkowity hrabstwa obejmuje powierzchnię 414,96 mil² (1 074,75 km²). Według danych z 2010 r. hrabstwo miało 13 435 mieszkańców. Hrabstwo powstało 23 marca 1850 roku i nosi imię Samuela F. Vintona – kongresmena ze stanu Ohio.

## Sąsiednie hrabstwa
- Hrabstwo Hocking (północ)
- Hrabstwo Athens (północny wschód)
- Hrabstwo Meigs (wschód)
- Hrabstwo Gallia (południowy wschód)
- Hrabstwo Jackson (południe)
- Hrabstwo Ross (zachód)

## Wioski
- Hamden
- McArthur
- Wilkesville
- Zaleski